# فينيس
فينيس (إلينوي) (بالإنجليزية: Venice, Illinois)‏ هي مدينة تقع في الولايات المتحدة في إلينوي. يقدر عدد سكانها بـ 1,890 نسمة .

## التركيبة السكانية
حدّد مكتب تعداد الولايات المتحدة بيانات التركيبة السكانية لفينيس في تعداد الولايات المتحدة. في ما يلي، التركيبة السكانية حسب تعدادي 2000 و2010.

### تعداد عام 2000
بلغ عدد سكان فينيس 2,528 نسمة بحسب تعداد عام 2000، وبلغ عدد الأسر 950 أسرة وعدد العائلات 661 عائلة مقيمة في المدينة. في حين سجلت الكثافة السكانية 526.7 نسمة لكل كيلومتر مربع (1,364.1/ميل2). وبلغ عدد الوحدات السكنية 1,154 وحدة بمتوسط كثافة قدره 240.4 لكل كيلومتر مربع (622.6/ميل2).
وتوزع التركيب العرقي للمدينة بنسبة 5.50% من البيض و93.55% من الأمريكيين الأفارقة و0.36% من الأمريكيين الأصليين و0.04% من الأمريكيين ذوي الأصول الآسيوية و0.55% من عرقين مختلطين أو أكثر و0.75% من الهسبانيون أو اللاتينيون من أي عرق.
بلغ عدد الأسر 950 أسرة كانت نسبة 43.6% منها لديها أطفال تحت سن الثامنة عشر تعيش معهم، وبلغت نسبة الأزواج القاطنين مع بعضهم البعض 22.6% من أصل المجموع الكلي للأسر، ونسبة 41.8% من الأسر كان لديها معيلات من الإناث دون وجود شريك،  بينما كانت نسبة 5.2% من الأسر لديها معيلون من الذكور دون وجود شريكة وكانت نسبة 30.4% من غير العائلات. تألفت نسبة 27.7% من أصل جميع الأسر من عدة أفراد يعيشون في نفس المنزل ونسبة 10.6% كانت تتألف من شخص يعيش بمفرده يبلغ من العمر 65 عاماً أو أكثر. وبلغ متوسط حجم الأسرة المعيشية 2.66، أما متوسط حجم العائلات فبلغ 3.25.
بلغ العمر الوسطي للسكان 30.8 عاماً. وكانت نسبة 33.3% من القاطنين تحت سن الثامنة عشر، وكانت نسبة 9.3% بين الثامنة عشر والرابعة والعشرين عاماً، ونسبة 26% كانت واقعةً في الفئة العمرية ما بين الخامسة والعشرين والرابعة والأربعين عاماً، ونسبة 19.3% كانت ما بين الخامسة والأربعين والرابعة والستين، ونسبة 12.1% كانت ضمن فئة الخامسة والستين عاماً فما فوق. يوجد لكل 100 أنثى 79.4 ذكر، ويوجد لكل 100 أنثى في الثامنة عشر من عمرها فما فوق 71.0 ذكر.
بلغ متوسط دخل الأسرة في المدينة 19,853 دولارًا، أما متوسط دخل العائلة فبلغ 24,432 دولارًا. وكان متوسط دخل الذكور 35,515 دولارًا مقابل 22,411 دولارًا للإناث. وسجل دخل الفرد الخاص بالمدينة 11,483 دولارًا. وكانت نسبة 34.9% من العائلات ونسبة 39.6% من السكان تحت خط الفقر، وكان من هؤلاء نسبة 55.7% تحت سن الثامنة عشر ونسبة 29.6% في الخامسة والستين من العمر وما فوق.

### تعداد عام 2010
بلغ عدد سكان فينيس 1,890 نسمة بحسب تعداد عام 2010، وبلغ عدد الأسر 736 أسرة وعدد العائلات 500 عائلة مقيمة في المدينة. في حين سجلت الكثافة السكانية 393.8 نسمة لكل كيلومتر مربع (1,019.9/ميل2). وبلغ عدد الوحدات السكنية 916 وحدة بمتوسط كثافة قدره 190.8 لكل كيلومتر مربع (494.2/ميل2).
وتوزع التركيب العرقي للمدينة بنسبة 3.33% من البيض و94.07% من الأمريكيين الأفارقة و0.16% من الأمريكيين الأصليين و0.16% من الأمريكيين ذوي الأصول الآسيوية و0.21% من الأعراق الأخرى و2.06% من عرقين مختلطين أو أكثر و1.69% من الهسبانيون أو اللاتينيون من أي عرق.
بلغ عدد الأسر 736 أسرة كانت نسبة 41% منها لديها أطفال تحت سن الثامنة عشر تعيش معهم، وبلغت نسبة الأزواج القاطنين مع بعضهم البعض 18.2% من أصل المجموع الكلي للأسر، ونسبة 43.2% من الأسر كان لديها معيلات من الإناث دون وجود شريك،  بينما كانت نسبة 6.5% من الأسر لديها معيلون من الذكور دون وجود شريكة وكانت نسبة 32.1% من غير العائلات. تألفت نسبة 28% من أصل جميع الأسر من عدة أفراد يعيشون في نفس المنزل ونسبة 9.8% كانت تتألف من شخص يعيش بمفرده يبلغ من العمر 65 عاماً أو أكثر. وبلغ متوسط حجم الأسرة المعيشية 2.56، أما متوسط حجم العائلات فبلغ 3.11.
بلغ العمر الوسطي للسكان 31.3 عاماً. وكانت نسبة 29.7% من القاطنين تحت سن الثامنة عشر، وكانت نسبة 12.4% بين الثامنة عشر والرابعة والعشرين عاماً، ونسبة 21% كانت واقعةً في الفئة العمرية ما بين الخامسة والعشرين والرابعة والأربعين عاماً، ونسبة 24.5% كانت ما بين الخامسة والأربعين والرابعة والستين، ونسبة 12.4% كانت ضمن فئة الخامسة والستين عاماً فما فوق. وتوزع التركيب الجنسي للسكان بنسبة 43.2% ذكور و56.8% إناث.

## أعلام
- هوراس جاكسون
- فيرنون براون
- تيد سافاج